# 심지연
심지연(1948년 10월 1일~)은 대한민국의 교수이다.

## 학력
- 대전고등학교 (졸업)
- 서울대학교 정치학과 (졸업)

## 경력
- 경남대학교 법정대학 정치외교학과 전임강사
- 경남대학교 법정대학 정치외교학과 조교수
- 서강대학교 대학원 정치학 박사 학위 취득
- 경남대학교 법정대학 정치외교학과 부교수
- 경남대학교 정치언론학부 정치외교학과 교수
- 한국정치학회 상임이사
- 한국정당학회 회장
- 2008년 6월 ~ 2009년 7월까지 국회의장 자문기구인 국회운영제도개선자문위원회 위원장을 지냄.
- 2010년 3월 18일 제3대 국회 입법조사처장에 임명됨.